# Église Saint-Nicolas (Tsimliansk)
Pour les articles homonymes, voir Église Saint-Nicolas.
L’église Saint-Nicolas (en russe : Свято-Никольский храм) est une église orthodoxe de Tsimliansk (oblast de Rostov en Russie). Construite de 1996 à 2000 elle se place dans la continuité de l’église du même nom qui existait dans le vieux Tsimliansk (déplacé en 1952 lors de la création du réservoir de Tsimliansk). Elle fait partie du diocèse de Volgodonsk.

## Histoire
En 1715 une église de bois dédiée à saint Nicolas est construite dans la stanitsa Tsimlianskaïa. Elle est modifiée en 1763 puis remplacée en 1839 par une église en pierre à trois coupoles. En 1952 le bâtiment, endommagé par la guerre, est détruit pour laisser place au réservoir de Tsimliansk. 
En 1992 la paroisse orthodoxe de Tsimliansk obtient de l’administration communale un terrain pour y ériger une nouvelle église, elle aussi dédiée à saint Nicolas. Les travaux commencent en 1996 et durent jusqu’en 2000. Le 19 décembre 2000, jour de la saint-Nicolas selon le calendrier orthodoxe, l’église est inaugurée par l’archevêque de Rostov et Novotcherkassk Panteleimon.